# Киба, Григорий Константинович
Григорий Константинович Киба (5 сентября 1923, Пески, Николаевская область — 13 сентября 1973, Пески, Николаевская область) — старший сержант Рабоче-крестьянской Красной Армии, участник Великой Отечественной войны, Герой Советского Союза (1945).

## Биография
Григорий Киба родился 5 сентября 1923 года в селе Пески (ныне — Новоодесский район Николаевской области Украины). Получил неполное среднее образование, после чего работал в колхозе. В январе 1942 года Киба был призван на службу в Рабоче-крестьянскую Красную Армию. С того же времени — на фронтах Великой Отечественной войны. К марту 1944 года старший сержант Григорий Киба командовал отделением 222-го стрелкового полка 49-й стрелковой дивизии 33-й армии 1-го Белорусского фронта. Отличился во время освобождения Могилёвской области Белорусской ССР и Польши.
16 марта 1944 года во время боя под Чаусами Киба лично уничтожил два немецких пулемётных расчёта. В период с 14 по 18 января 1945 года он участвовал в боях на Пулавском плацдарме в Польше, провёл разведку и обозначил четыре прохода в минных полях противника, уничтожил несколько вражеских солдат.

### После войны
После окончания войны Киба был демобилизован. Вернулся на родину, работал в колхозе. Скончался 13 сентября 1973 года.

## Награды
- Указом Президиума Верховного Совета СССР от 24 марта 1945 года старший сержант Григорий Киба был удостоен высокого звания Героя Советского Союза с вручением ордена Ленина и медали «Золотая Звезда».
- Был также награждён рядом медалей.